# Kalikur
Kalikur is een bestuurslaag in het regentschap Lembata van de provincie Oost-Nusa Tenggara, Indonesië. Kalikur telt 1732 inwoners (volkstelling 2010).